# Commune d'Isale
Isale est une commune de la province de Bujumbura rural au Burundi,.  
Il contient les collines de Benga, Karunga, Bibare, Kwigere, Rutegama, Rushubi, Cirisha, Nyambuye, Nyarumpongo, Caranka, Nyakibande, Nyarukere, Buyimba, Sagara et Kibuye. 

## Population
En 2021, la localité comptait 89 342 habitants selon l'ISTEEBU.